# Наступит завтра или нет
Наступит завтра или нет (оригинальное название «Kal Ho Naa Ho», название на хинди: कल हो ना हो, на урду: کل ہو نہ ہو) — индийский фильм, снятый в 2003 году в Нью-Йорке. Это первый фильм, срежиссированный Никхилом Адвани, сопродюсером которого стал известный Каран Джохар, снявший такие фильмы как Всё в жизни бывает и И в печали, и в радости.

## Сюжет
Нейна Катрина Капур (Прити Зинта) — злая на жизнь молодая девушка, но на злость у неё есть свои причины. Её отец покончил жизнь самоубийством, когда она более всего нуждалась в нём. Он оставил жену Дженнифер (Джайя Баччан), которая должна растить своих детей в одиночку. Ресторан Дженнифер почти не дает прибыли. Кроме того, бабушка Нейны, Ладжо (Сушма Сетх), обвиняет Дженнифер в самоубийстве сына, объясняя это тем, что он не смог стерпеть приемную дочь Дженнифер — Джию.
Каждый день Нейна слышит в доме ссоры и ругань, единственная радость в её жизни — курсы MBA, на которых она знакомится с человеком, который становится её единственным другом, Рохитом (Саиф Али Кхан).
Но вдруг соседом Нейны становится веселый и жизнерадостный Аман Матхур (Шахрукх Кхан), и вскоре все меняется. Жизнерадостность и улыбка Амана меняют обстановку в их доме, он помогает вести им финансовые дела. И, хотя, изначально Нейна с опаской относилась к Аману, её сердце потихоньку начинает таять.
Между тем, Рохит понимает, что влюбился в Нейну, он признается в этом Аману и с его подсказки, назначает Нейне свидание, на котором она говорит, что любит Амана. Рохит говорит об этом Аману, но неожиданно Аман признается всем, что он женат… Правда ли это?

## В ролях
| Актёр         | Роль                       |
| ------------- | -------------------------- |
| Шахрукх Кхан  | Аман Матхур                |
| Прити Зинта   | Нейна Катрина Капур        |
| Саиф Али Кхан | Рохит Пател                |
| Джая Баччан   | Дженнифер Капур мать Нейны |
| Сушма Сетх    | Ладжо Капур бабушка Нейны  |
| Рима Лагу     | Намрата Матхур мать Амана  |
| Джанак Шукла  | Джия Капур сестра Нейны    |
| Лиллет Дубей  | Джасвиндер «Джаз» Капур    |
| Делнааз Паул  | Джасприт «Свиту» Капур     |
| Сонали Бендре | доктор Прия                |

## Саундтрек
| №  | Название                      | Исполнители                                                         | Длительность |
| -- | ----------------------------- | ------------------------------------------------------------------- | ------------ |
| 1. | «Kal Ho Naa Ho»               | Сону Нигам                                                          | 5:27         |
| 2. | «Kuch To Hua Hai»             | Шаан, Алка Ягник                                                    | 5:22         |
| 3. | «It's The Time To Disco»      | КК, Шаан, Васундхара Дас, Лой Мендоса                               | 5:35         |
| 4. | «Maahi Ve»                    | Удит Нараян, Сону Нигам, Садхана Саргам, Шанкар Махадеван, Мадхушри | 6:09         |
| 5. | «Pretty Woman»                | Шанкар Махадеван, Рави Кхоте, Лой Мендонса                          | 5:55         |
| 6. | «Kal Ho Naa Ho – Sad Version» | Сону Нигам, Алка Ягник, Рича Шарма                                  | 5:38         |
| 7. | «Heartbeat»                   | без вокала                                                          | 4:28         |

## Награды
- 2004 — Zee Cine Awards

2 награды и 13 номинаций
- 2004 — National Film Awards, India

2 награды
- 2004 — Screen Weekly Awards

4 награда и 11 номинаций
- 2004 — Filmfare Awards

7 наград и 3 номинации
- 2004, 2009 — Awards of the International Indian Film Academy

3 награды и 1 номинация